# Neoaemula vector
Neoaemula vector är en armfotingsart som beskrevs av Mackinnon, Hiller, Long och Marshall 2008. Neoaemula vector ingår i släktet Neoaemula och familjen Platidiidae. Inga underarter finns listade i Catalogue of Life.